# Arrest domiciliari
Arrest domiciliari és una pena que figura, com a accessòria d'unes altres o com principal, en la majoria dels codis penals dels diferents països.
Es defineix com "la privació de la llibertat de moviments i comunicació d'un condemnat o acusat que es complix fora dels establiments penitenciaris, bé en el mateix domicili, bé en altre fixat pel tribunal sentenciador a proposta de l'afectat".

## Utilització
L'arrest domiciliari s'utilitza en situacions singulars en les quals el condemnat no pot o no ha d'ingressar a la presó. Es trobarien en aquests supòsits on el seu delicte ha estat menor i, per tant, la privació de llibertat suposa un càrrec excessiu; també en els supòsits d'edat avançada, quan es tenen persones a càrrec o es pateix un trastorn que requereix la permanència en un habitatge.
L'arrest pot constituir una mesura cautelar, alternativa a la presó preventiva, durant la fase d'investigació criminal o qualsevol altra circumstància que indiqui la conveniència que l'imputat quedi sota control, per a assegurar els objectius del procediment penal.
En la justícia militar l'arrest domiciliari és una figura comuna en situacions de greu crisi quan es pretén evitar la concentració o agrupament de caps i oficials i el contacte amb les unitats armades. En aquests casos s'equipara al confinament.
L'arrest sol ser una situació provisional que acaba, en cas de ser pena accessòria, amb el compliment de la principal, i en els altres supòsits quan la privació de llibertat ha perdut la seva rellevància en el procediment. En moltes situacions, especialment quan es tracta de la investigació d'un delicte, l'arrest pot substituir-se per la presó preventiva segons la gravetat dels delictes que adverteixi el jutge.

## Efectes
La pena restringeix els moviments del condemnat a l'interior d'un habitatge concret, sense que pugui sortir de la mateixa salvo amb autorització judicial. Segons els casos i legislacions, poden estar restringides, o fins i tot prohibides, les visites de l'exterior i les comunicacions.